# 2-phényléthylamine
La 2-phényléthylamine, β-phényléthylamine ou plus simplement phényléthylamine ou phénéthylamine (PEA) est un composé organique de formule C6H5C2H4NH2, constitué d'un groupe éthyle substitué par un groupe amine d'un côté, et par un groupe phényle de l'autre. C'est l'un des deux isomères de la phényléthylamine.
C'est un alcaloïde monoaminé agissant comme stimulant du système nerveux central chez l'humain. Dans le cerveau, elle régule la neurotransmission des monoamines en se liant aux récepteurs associés à une amine de trace de type 1 (TAAR1 (en)) et en inhibant les transporteurs vésiculaire des monoamines 2 (VMAT2),, ; à un niveau moindre, elle agit également comme neurotransmetteur dans le système nerveux central.
Chez les mammifères. la phényléthylamine est produite par décarboxylation enzymatique de la L-phénylalanine par l'action de l'enzyme acide L-aminé aromatique décarboxylase. En plus de sa présence chez les mammifères, on la trouve dans d'autres types d'organismes et de source de nourriture, comme le chocolat.
Les phényléthylamines, ou plus précisément les phényléthylamines substituées, sont une famille de dérivés de la phényléthylamine. On y inclut les amphétamines substituées, les méthylènedioxyphénéthylamines substituées (MDxx).

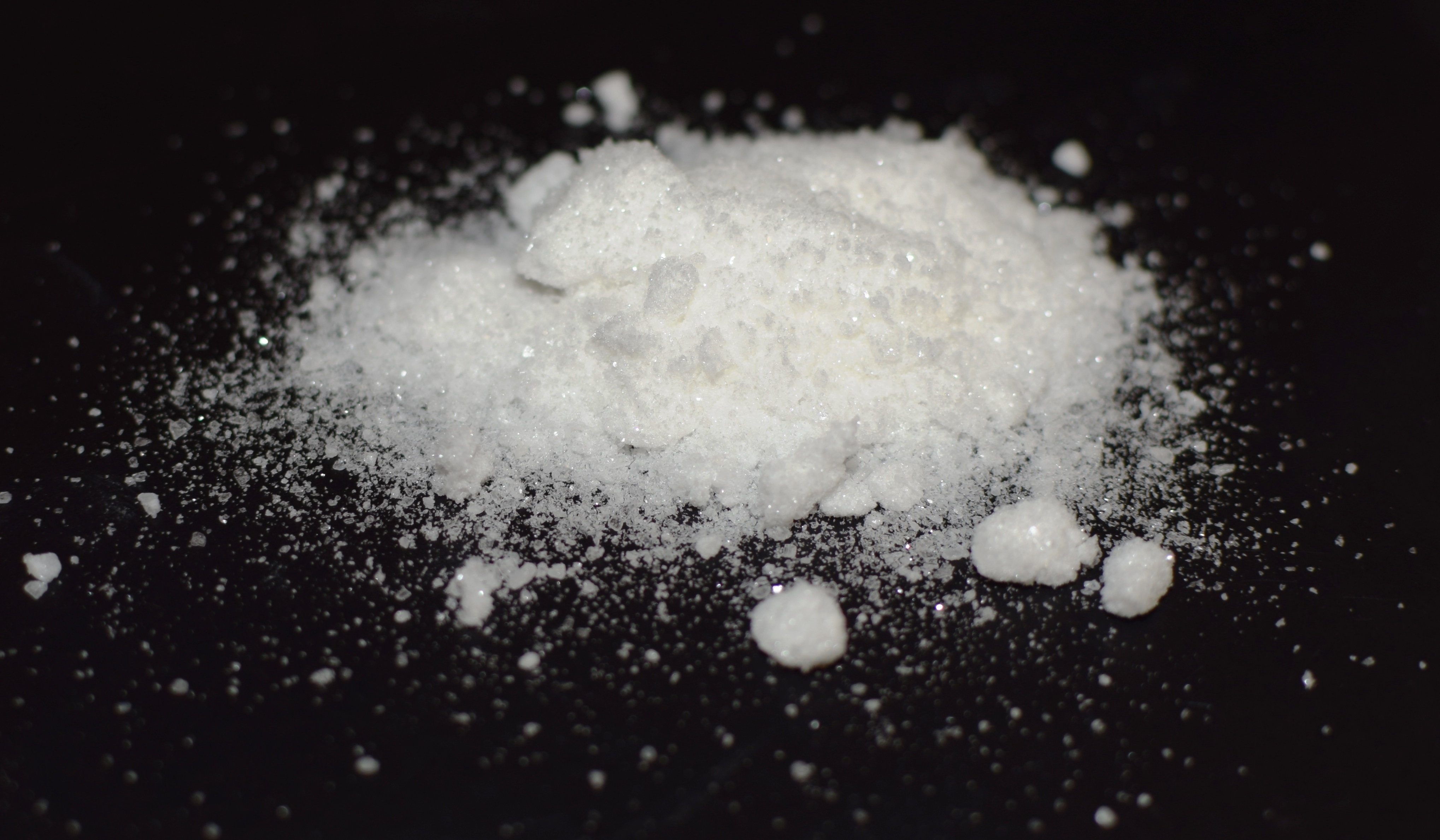
PEA sous forme de poudre.
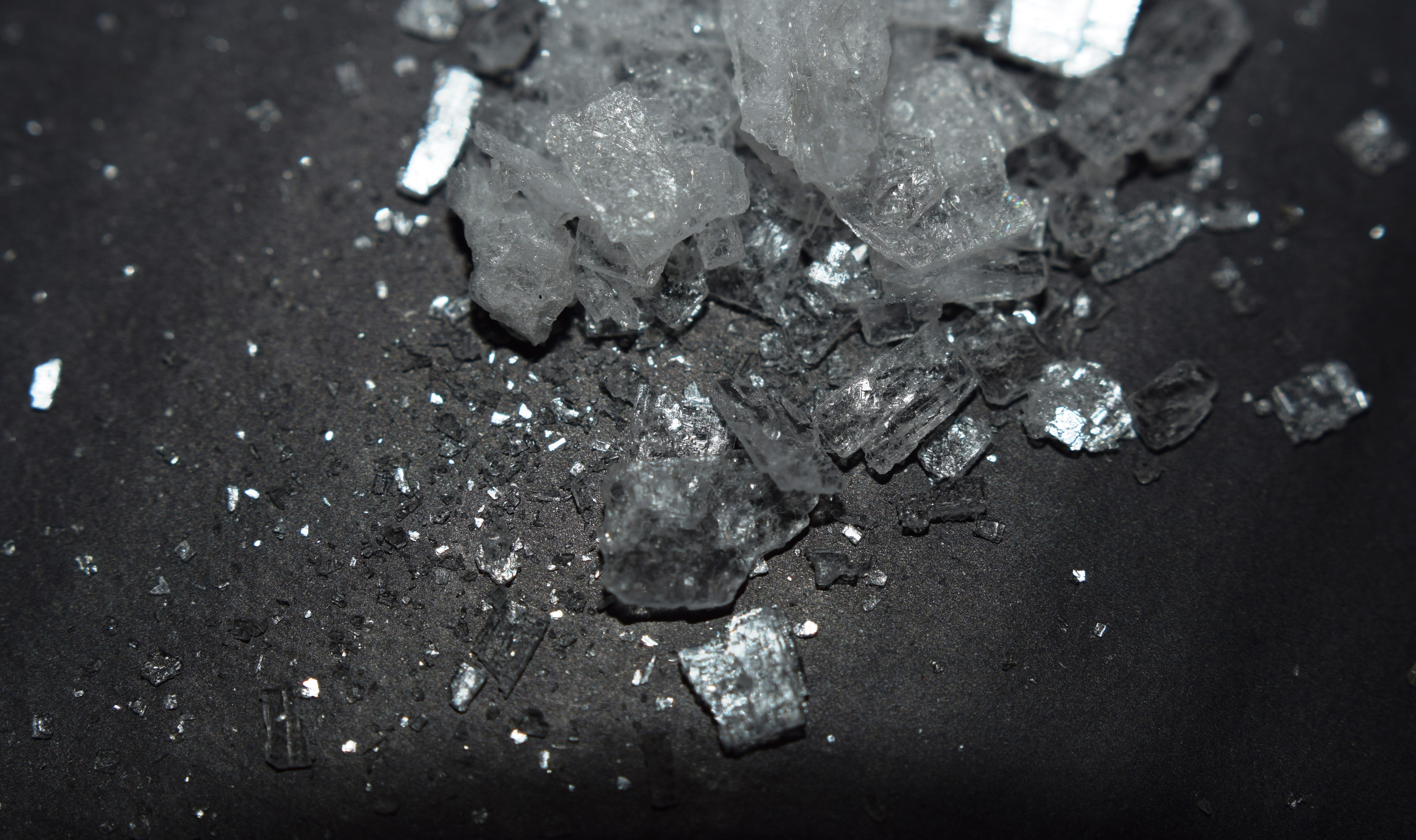
PEA sous forme de cristaux.